# Ermita de San Pedro Sacama
La ermita de San Pedro Sacama (siglos X-XI), dedicada a San Pedro Apóstol, está situada sobre unas rocas en el extremo noreste del término municipal de Olesa de Montserrat, en un punto culminante de la sierra que separa las comarcas del Bajo Llobregat y del Vallés Occidental. Formaba parte del castillo de Sacama (siglos X - XII), del que sólo quedan, entre rocas, trozos de muro de piedra colocadas en forma de espiga (opus spicatum).

## Historia
La ermita de San Pedro Sacama era la antigua capilla del castillo de Sacama (o de Cama), conocido desde en el 963. En el 970 fue cedido al monasterio de Ripoll y más tarde unido a la dotación de Santa María de Montserrat, que adquirió el dominio total por compra en 1261. A su alrededor se formó la Cama o Sacama, fusionada en el siglo siguiente con Olesa de Montserrat. Justo debajo de la capilla estaba la masia de San Pedro, reedificada en el año 1637 y derribada a finales de los años setenta del siglo XX.
La capilla poseía un retablo barroco con la imagen central de San Pedro flanqueada por las imágenes de Santa Lucía y Santa Oliva, patrona de Olesa. Este retablo estaba separado del muro del ábside insinuando una girola, espacio que se utilizaba como sacristía. Se tiene constancia de que en este espacio todavía se conservaba un antiguo retablo anterior gótico. Con el estallido de la guerra civil española estos retablos fueron quemados.

## Arquitectura
Es una capilla de una sola nave con ábside semicircular lombardo y campanario en forma de espadaña. El ábside es lo que queda de la antigua capilla románica, construida entre los años 963 y 966, sobre los restos de un primitivo oratorio visigodo. Presenta un aspecto magnífico, con una obra de piedra muy limpia (con hileras horizontales regulares), arquerías lombardas con una pequeña ventana central de medio punto. El resto de la nave, también de aspecto apreciable, es fruto de una reconstrucción posterior. El tejado es de teja a doble vertiente. En la fachada lateral de la derecha hay una ventana de forma circular de pequeñas dimensiones. La puerta mira a poniente y está adintelada.

## Restauración
Durante los años 1985 y 1986 se realizó la última restauración de la capilla por parte del Centro de Montañismo y de Investigaciones Olesano. En el transcurso de estos trabajos se descubrieron dos pequeñas hornacinas a ambos lados de la ventana central del ábside en las que se conservaban fragmentos de pintura mural románica.

## Intervenciones arqueológicas
Las intervenciones arqueológicas efectuadas tanto en el exterior (1979-1980 y 1985) como en el interior (1999-2001) de la ermita han comprobado la presencia de un yacimiento de época ibérica del siglo II a. C., así como los restos de una vivienda catalogada como carolingio y una necrópolis de época medieval.
En la campaña arqueológica en el interior de la capilla del año 1999 se localizó un total de siete entierros.

## Castillo de San Pedro Sacama
Los restos arqueológicos de San Pedro Sacama conocidas como "el Castillo de San Pedro Sacama" constan de la construcción defensiva, el castillo propiamente dicho, la capilla, y dos casas, una adosada al castillo otra situada al lado de los restos ibéricos. El castillo construido en la época carolingia, era de dimensiones reducidas, con capacidad para diez soldados como mucho. Estaba formado por tres habitaciones, la torre, un pequeño patio de armas y la herrería. Más tarde se construyó el establo.
La masia de Sant Pere, bajo la capilla vivía una familia campesina, destinada a cuidar el ganado y los cultivos que podían tener alrededor, la actividad de esta masía duró hasta los años 70 del siglo XX. En dirección al camino del oeste, se encuentran diferentes restos arqueológicos: un pequeño asentamiento íbero, con una casa encima, y una pequeña necrópolis, situada a cuarenta metros del asentamiento con una veintena de enterramientos. El asentamiento íbero consta de tres viviendas, seis silos y otro edificio que no ha sido estudiado. Durante la Edad Media se construyó la masía, que utilizó los silos coma depósitos de agua, y también se construyó una canalización para el agua hasta la masia de Puigventós que está situada a unos trescientos metros.

## Función de San Pedro Sacama
La función de San Pedro Sacama, en conjunto, era defensiva, controlaban el camino de Olesa a Vacarisas y a Tarrasa, además, formaba parte de un sistema de alerta contra posibles invasiones musulmanas desde la parte sur del Llobregat, este sistema utilizaba usando las campanas de las ermitas, la señal comenzaba en el Castillo de Sant Salvador de les Espases donde hay una panorámica del curso del río Llobregat, y se dirigía hacia el monasterio de Montserrat, pasando por la ermita de santa Margarita, o hacia Tarrasa pasando por San Pedro Sacama, San Jaime de Castellón y Viladecavalls.